# U-19-Fußball-Europameisterschaft 2015
Die Endrunde der 31. U-19-Fußball-Europameisterschaft fand 2015 in Griechenland statt. Griechenland wurde zusammen mit den Ausrichtern für 2014 und 2016 am 20. März 2012 auf einer Sitzung des UEFA-Exekutivkomitees in Istanbul als Ausrichter festgelegt. Es war das zweite Mal nach 1995, damals noch als U-18-Europameisterschaft, dass die Endrunde in Griechenland stattfand.

## Qualifikation
Die Qualifikation zu dem Turnier fand in zwei Stufen statt. Auf die erste Qualifikationsrunde folgte eine zweite Runde, Eliterunde genannt. Griechenland war als Gastgeber direkt qualifiziert.

### Erste Runde
Die Auslosung der ersten Runde erfolgte am 28. November 2013 in Nyon. Spanien erhielt vorab ein Freilos für die Eliterunde. Die übrigen 52 Teilnehmer wurden auf 13 Gruppen à vier Mannschaften aufgeteilt. Die Gruppenersten und -zweiten sowie der beste Gruppendritte, für dessen Ermittlung nur die Spiele gegen die beiden Gruppenersten zählten, erreichten die Eliterunde im Frühjahr 2015.
Deutschland und Österreich spielten in Gruppe 2 in Lettland vom 9. bis 14. Oktober 2014 gegen Lettland und Kasachstan, die Schweiz traf in Gruppe 6 vom 13. bis 18. November 2014 in Irland auf Irland, Malta und Gibraltar, Liechtenstein trat in Gruppe 8 in Mazedonien gegen Bosnien-Herzegowina, Frankreich und Mazedonien an.

### Eliterunde
Die sieben Gruppensieger der Eliterunde qualifizierten sich für die Endrunde. Deutschland gewann die Gruppe 2 vom 26. März bis 31. März 2014 im eigenen Land mit zwei Siegen gegen Irland (3:2) und Tschechien (6:0) und einem Unentschieden gegen die Slowakei (1:1). Österreich war Gastgeber der Gruppe 6 und gewann die Gruppe vor Schottland, Italien und Kroatien. Die Schweiz belegte in Gruppe 4 den vierten Platz hinter den Niederlanden (Gastgeber), Serbien und Norwegen.

## Teilnehmer
Gastgeber Griechenland war automatisch für die Endrunde gesetzt. Somit gab es sieben weitere Plätze, die an die sieben Gruppensieger der Eliterunde vergeben wurden. Folgende Mannschaften konnten sich qualifizieren (Qualifikationsweg in Klammern):
| - Griechenland (Gastgeber) - Spanien (Elitegruppe 1) - Deutschland (Elitegruppe 2; Titelverteidiger) - Russland (Elitegruppe 3) | - Niederlande (Elitegruppe 4) - Ukraine (Elitegruppe 5) - Österreich (Elitegruppe 6) - Frankreich (Elitegruppe 7) |

## Spielstätten
Die Endrundenspiele wurden in drei Städten bzw. Stadien ausgetragen:
| Katerini |

| Larisa |

| Veria |

| Katerini |

| Larisa |

| Veria |

## Vorrunde
Die Vorrunde wurde in zwei Gruppen mit jeweils vier Mannschaften ausgetragen. Die zwei Gruppensieger und Zweitplatzierten qualifizierten sich für das Halbfinale. Bei Punktgleichheit entscheidet zuerst der direkte Vergleich und danach die Tordifferenz über die Rangfolge. Herrscht weiterhin Gleichheit, entscheidet das Los.

### Gruppe A
| Pl. | Land         | Sp. | S | U | N | Tore    | Diff. | Punkte |
| --- | ------------ | --- | - | - | - | ------- | ----- | ------ |
| 1.  | Frankreich   | 3   | 3 | 0 | 0 | 006:100 | +5    | 09     |
| 2.  | Griechenland | 3   | 1 | 1 | 1 | 002:200 | ±0    | 04     |
| 3.  | Österreich   | 3   | 0 | 2 | 1 | 002:300 | −1    | 02     |
| 4.  | Ukraine      | 3   | 0 | 1 | 2 | 003:700 | −4    | 01     |

|                                              |   |              |           |
| Mo., 6. Juli 2015 um 19:00 Uhr* in Katerini  |   |              |           |
| Griechenland                                 | – | Ukraine      | 2:0 (1:0) |
| Mo., 6. Juli 2015 um 21:00 Uhr* in Veria     |   |              |           |
| Österreich                                   | – | Frankreich   | 0:1 (0:1) |
| Do., 9. Juli 2015 um 18:30 Uhr* in Larisa    |   |              |           |
| Ukraine                                      | – | Frankreich   | 1:3 (0:1) |
| Do., 9. Juli 2015 um 21:45 Uhr* in Larisa    |   |              |           |
| Griechenland                                 | – | Österreich   | 0:0       |
| So., 12. Juli 2015 um 21:00 Uhr* in Veria    |   |              |           |
| Frankreich                                   | – | Griechenland | 2:0 (1:0) |
| So., 12. Juli 2015 um 21:00 Uhr* in Katerini |   |              |           |
| Ukraine                                      | – | Österreich   | 2:2 (1:0) |

*Jeweils Ortszeit (UTC+3 / −1 Stunden = Mitteleuropäische Sommerzeit).

### Gruppe B
| Pl. | Land        | Sp. | S | U | N | Tore    | Diff. | Punkte |
| --- | ----------- | --- | - | - | - | ------- | ----- | ------ |
| 1.  | Russland    | 3   | 1 | 1 | 1 | 005:400 | +1    | 04     |
| 2.  | Spanien     | 3   | 1 | 1 | 1 | 005:400 | +1    | 04     |
| 3.  | Niederlande | 3   | 1 | 1 | 1 | 002:200 | ±0    | 04     |
| 4.  | Deutschland | 3   | 1 | 1 | 1 | 003:500 | −2    | 04     |

|                                              |   |             |           |
| Di., 7. Juli 2015 um 18:30 Uhr* in Larisa    |   |             |           |
| Niederlande                                  | – | Russland    | 1:0 (1:0) |
| Di., 7. Juli 2015 um 21:45 Uhr* in Larisa    |   |             |           |
| Deutschland                                  | – | Spanien     | 0:3 (0:1) |
| Fr., 10. Juli 2015 um 19:00 Uhr* in Veria    |   |             |           |
| Spanien                                      | – | Russland    | 1:3 (1:1) |
| Fr., 10. Juli 2015 um 21:00 Uhr* in Katerini |   |             |           |
| Deutschland                                  | – | Niederlande | 1:0 (0:0) |
| Mo., 13. Juli 2015 um 21:00 Uhr* in Katerini |   |             |           |
| Russland                                     | – | Deutschland | 2:2 (2:1) |
| Mo., 13. Juli 2015 um 21:00 Uhr* in Veria    |   |             |           |
| Spanien                                      | – | Niederlande | 1:1 (1:0) |

*Jeweils Ortszeit (UTC+3 / −1 Stunden = Mitteleuropäische Sommerzeit).

## Finalrunde

### Halbfinale
|                                              |   |              |           |
| Do., 16. Juli 2015 um 19:00 Uhr* in Larissa  |   |              |           |
| Russland                                     | – | Griechenland | 4:0 (0:0) |
| Do., 16. Juli 2015 um 21:45 Uhr* in Katerini |   |              |           |
| Frankreich                                   | – | Spanien      | 0:2 (0:0) |

*Jeweils Ortszeit (UTC+3 / −1 Stunden = Mitteleuropäische Sommerzeit).

### Finale
| Spanien                                                                      | Spanien | Russland | Russland |
| ---------------------------------------------------------------------------- | --- | --- | -------- |
| Spanien                                                                      | \| Finale \| \| 19. Juli 2015 um 20:00 Uhr (MESZ) in Katerini (Städtisches Stadion Katerini) \| \| Ergebnis: 2:0 (1:0) \| \| Schiedsrichter: Anthony Taylor ( England) \| \| Spielbericht \|                                           | \| Finale \| \| 19. Juli 2015 um 20:00 Uhr (MESZ) in Katerini (Städtisches Stadion Katerini) \| \| Ergebnis: 2:0 (1:0) \| \| Schiedsrichter: Anthony Taylor ( England) \| \| Spielbericht \| | Russland |
| Spanien                                                                      | Antonio Sivera – Aarón, Jorge Meré, Jesús Vallejo , Borja (81. Antonio Marín) – Mikel Merino, Rodri – Alfonso Pedraza (74. Nahuel), Dani Ceballos, Marco Asensio – Borja Mayoral (90. Carlos Fernández) Cheftrainer: Luis de la Fuente | Anton Mitrjuschkin – Denis Jakuba, Dschamaldin Chodschanijasow, Nikita Tschernow, Sergei Makarow – Dmitri Barinow, Alexander Golowin (46. Alexander Sujew) – Alexei Gassilin (70. Rifat Schemaletdinow), Georgi Melkadse (62. Igor Besdeneschnych), Ajas Gulijew – Ramil Şeydayev Cheftrainer: Dmitri Chomucha | Russland |
| Spanien                                                                      | 1:0 Mayoral (39.) 2:0 Nahuel (78.) | | Russland |
| Spanien                                                                      | Nahuel (90.+1') | Golowin (34.), Chodschanijasow (45.+1'), Gulijew (83.) | Russland |
| Finale                                                                       | | |          |
| 19. Juli 2015 um 20:00 Uhr (MESZ) in Katerini (Städtisches Stadion Katerini) | | |          |
| Ergebnis: 2:0 (1:0)                                                          | | |          |
| Schiedsrichter: Anthony Taylor ( England)                                    | | |          |
| Spielbericht                                                                 | | |          |

## Beste Torschützen
Nachfolgend sind die besten Torschützen der Endrunde dieser Europameisterschaft aufgelistet. Bei Torgleichheit erfolgt die Sortierung alphabetisch.
| Platz | Spieler              | Tore |
| ----- | -------------------- | ---- |
| 1     | Borja Mayoral        | 3    |
| 2     | Marco Asensio        | 2    |
|       | Nikita Tschernow     | 2    |
|       | Moussa Dembélé       | 2    |
|       | Alexei Gassilin      | 2    |
|       | Marko Kvasina        | 2    |
|       | Nahuel               | 2    |
|       | Ramil Şeydayev       | 2    |
|       | Pelle van Amersfoort | 2    |
|       | Oleksandr Subkow     | 2    |
| 11    | 12 weitere Spieler   | 1    |

## Mannschaft des Turniers
| Torhüter                          | Abwehr                                                                                       | Mittelfeld                                                                                 | Stürmer                                  | Bester Spieler |
| --------------------------------- | -------------------------------------------------------------------------------------------- | ------------------------------------------------------------------------------------------ | ---------------------------------------- | -------------- |
| Anton Mitrjuschkin Antonio Sivera | Terry Lartey Sanniez Lukas Klünter Denis Jakuba Lucas Hernández Augustine Loof Jesús Vallejo | Maxwell Cornet Issa Kallon Dmitri Barinow Dani Ceballos Kingsley Coman Marco Asensio Rodri | Timo Werner Ramil Şeydayev Borja Mayoral | Marco Asensio  |
| Quelle:                           |                                                                                              |                                                                                            |                                          |                |

## Schiedsrichter
Kurz vor der Europameisterschaft nominierte die UEFA sechs Schiedsrichter aus sechs Ländern, die von acht Assistenten unterstützt werden. Dabei gibt es keine festen Teams aus Schiedsrichtern und Assistenten. Zwei heimische Schiedsrichter aus Griechenland, welche als 4. Offizielle zum Einsatz kommen, komplettieren das Feld der Unparteiischen der Endrunde.
| Schiedsrichter   | Jahrgang | Assistenten              | Jahrgang | Vierte Offizielle  | Jahrgang |
| ---------------- | -------- | ------------------------ | -------- | ------------------ | -------- |
| Tamás Bognár     | 1978     | Petr Blažej              | 1983     | Athanasios Giachos | 1976     |
| Andreas Ekberg   | 1985     | Ricardo Fernandes Morais | 1983     | Andreas Pappas     | 1979     |
| Marco Guida      | 1981     | Vital Jobin              | 1986     |                    |          |
| Georgi Kabakow   | 1986     | Tomaž Klančnik           | 1982     |                    |          |
| Anthony Taylor 1 | 1978     | Dejan Nedelkoski         | 1980     |                    |          |
| Andris Treimanis | 1985     | Neeme Neemlaid           | 1985     |                    |          |
|                  |          | Nemanja Petrović         | 1980     |                    |          |
|                  |          | Dennis Rasmussen         | 1979     |                    |          |